# Alexandra Agiurgiuculese
Alexandra Agiurgiuculese (Iasi, Rumania, 15 de enero de 2001) es una gimnasta rítmica italiana de origen rumano, ganadora de una medalla de bronce en el Campeonato Mundial de Gimnasia Rítmica de 2018 que se celebró en la capital búlgara, Sofía, en el ejercicio de pelota.

## Vida personal
Alexandra nació en Rumania. Cuando ella tenía diez años, su familia emigró a Italia y reside en Udine.